# Timasiteu (proxenos)
Timasiteu o Timesiteu (Timasitheus o Timesitheus, Τιμασίθεος, Τιμησίθεος) va ser un ciutadà de Trapezus segons explica Xenofont. Era proxenos dels mosinecs. A l'antiga Grècia, la "proxenia" era un acord pel qual un ciutadà acollia ambaixadors estrangers a canvi de títols honorífics de la ciutat. Va ser intèrpret dels mercenaris grecs dels deu mil quan aquests van intentar fer un tractat amb aquell poble per obtenir pas lliure pel seu territori (400 aC).